# Geschiedenis van Montenegro
Montenegro is een democratische republiek in Zuidoost-Europa. De geschiedenis van het land begint in de vroege middeleeuwen toen het een deel was van de Romeinse provincie Dalmatië

## Overzicht

### Illyrië
Voor de aankomst van de Slavische volkeren in de Balkan tijdens de zesde eeuw werd het gebied dat bekendstaat als het huidige Montenegro bevolkt door de Illyriërs. Volksverhuizingen waren vrij normaal in de oudheid; in de zesde en zevende eeuw v.Chr. waren er Griekse kolonies in Montenegro en in de vierde eeuw v.Chr. vestigden de Kelten zich tijdelijk in het gebied. In de derde eeuw v.Chr. ontstond dan het Illyrische Koninkrijk. In het jaar 9 na Chr. werd het gebied veroverd door de Romeinen en werd het de provincie Illyricum.
Tijdens de vierde eeuw werd het Romeinse Rijk gesplitst in het West- en het Oost-Romeinse Rijk. De scheiding in het midden werd getrokken in een noordelijke lijn van de huidige Albanese stad Shkodër en verdeelde Montenegro in twee stukken. Nadat de macht van het westen begon te tanen kwamen de invallen van eerst de Gothen in de vijfde eeuw en later de Avaren die op hun beurt weer verdreven werden door de Slaven.

### Het "Venetiaanse" Montenegro

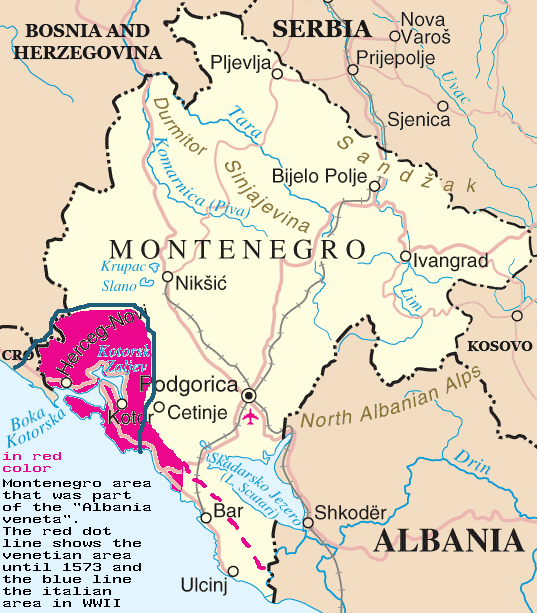
De Venetiaanse gebieden van Montenegro

Na de val van het West-Romeinse Rijk in 476 overleefden de geromaniseerde Illyriërs van de zuidkust van Dalmatië de barbaarse invasies van de Avaren in de zesde eeuw en stonden niet echt onder invloed van de Slaven in de zevende en achtste eeuw. In de laatste eeuw van het eerste millennium begonnen deze Illyriërs hun eigen neo-Latijnse taal te ontwikkelen, het Dalmatisch, rond de kuststadjes die aan het uitgroeien waren tot handelssteden. De aanwezigheid van de Kroaten en Slaven was minimaal in de buurt van Kotor en in die tijd begon Venetië de controle over te nemen over deze zuidelijke Dalmatische steden en het Dalmatisch werd al snel vervangen door het Venetiaans. Het duurde wel tot de veertiende eeuw vooraleer Venetië een territoriaal gebied had rond de Baai van Kotor.
De Republiek Venetië domineerde de kusten van het huidige Montenegro van 1420 tot 1797. In deze vier eeuwen werd het gebied rond Kotor (Cattaro) deel van het Venetiaanse Albanië-Montenegro, dat in die tijd bekendstond als Venetiaans Albanië (Albania-Veneta).
Toen het Ottomaanse Rijk begon met de verovering van de Balkan in de vijftiende eeuw vluchtten vele christelijke Slaven en Albanezen naar Venetiaans Albanië waardoor het Romaans sprekende gedeelte van de bevolking in de minderheid kwam en de Serviërs en Albanezen begonnen te overheersen. In 1880 was er in de stad Cattaro (Kotor) volgens de Oostenrijkse census nog één derde van de stad etnisch Italiaans.

### Montenegro
In 1516 deed prins Đurađ V Crnojević van het vorstendom Zeta troonsafstand ten voordele van aartsbisschop Vavil, die hierna Montenegro omvormde naar een theocratische staat onder de heerschappij van de prins-bisschop (vladika) van Cetinje. Het Huis Petrović regeerde over het land van oom op neef omdat de bisschoppen niet mochten trouwen. In 1851 werd Danilo II van Montenegro prins-bisschop, maar één jaar later besloot hij te trouwen en het prinsbisdom om te vormen naar een vorstendom waar hij de vorst (knjaz) van was.

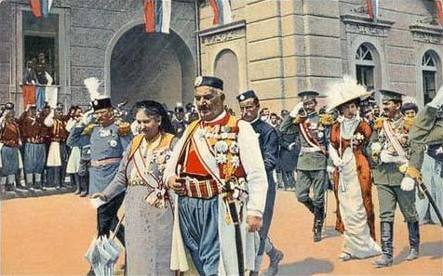
Proclamatie van het Koninkrijk Montenegro

Nadat Danilo in 1860 vermoord werd, volgde zijn neef Nicolaas hem op. Van 1861 tot 1862 was hij verwikkeld in een weinig succesvolle oorlog tegen het Ottomaanse Rijk waarbij de onafhankelijkheid van het land maar net in stand gehouden kon worden. In 1875 had Nicolaas meer succes na de Opstand van Herzegovina, die gedeeltelijk begon door zijn clandestiene activiteiten, toen opnieuw de oorlog aan de Turken verklaard werd. Het Koninkrijk Servië steunde Montenegro doch zij werd door de Turkse troepen verslagen in 1876. Het volgende jaar kwamen de Russen Montenegro te hulp en zij versloegen de Turken. Na het Congres van Berlijn in 1878 kreeg Montenegro een stuk land erbij van 1900 vierkante kilometer.
Tijdens de regeerperiode van Nicolaas (1860 – 1918) werd het grondgebied van Montenegro verdubbeld en kwam er ook internationale erkenning van de onafhankelijkheid in 1878. In 1905 kwam er een eerste grondwet en in 1910 werd hij tot koning gekroond.
De Balkanoorlogen van 1912-13 bleken niet goed te zijn voor zijn beleid. Het grondgebied van Montenegro werd nog uitgebreid nadat de Sandžak verdeeld werd met Servië. Critici zeiden echter dat dit een slechte beslissing was omdat de inwoners van de Sandžak geen affiniteit hadden met Montenegro.
Hierbij kwam nog dat de veroverde stad Skadar moest opgegeven worden aan Albanië na aandringen van de Grote Machten en dit terwijl het 10.000 Montenegrijnse levens had gekost om deze stad te veroveren.

### Eerste Wereldoorlog

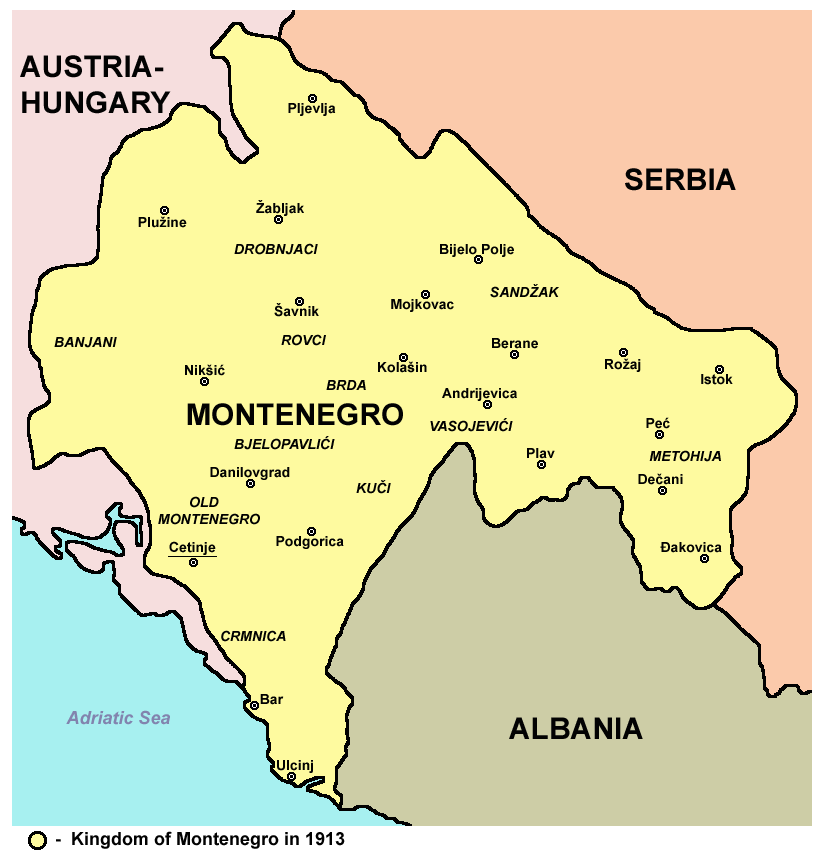
Koninkrijk Montenegro in 1913.

Montenegro leed zwaar onder de Eerste Wereldoorlog. Na de eerste invasie van Servië door de Oostenrijks-Hongaarse troepen verklaarde Montenegro al snel de oorlog aan de centrale mogendheden. Het leger van ongeveer 50.000 soldaten was al snel gemobiliseerd. Oostenrijk-Hongarije stuurde een apart leger om Montenegro binnen te vallen en te voorkomen dat de Servische en Montenegrijnse legers konden samenwerken. Ze konden zich goed verdedigen in de tweede invasie van Servië en slaagden er bijna in om Sarajevo in Bosnië en Herzegovina te bereiken. Bij de derde invasie moest Montenegro zich echter overgeven aan de legers van Oostenrijk-Hongarije en het Duitse Keizerrijk.
Koning Nicolaas vluchtte naar Italië en later naar Frankrijk; de regering opereerde vanaf nu uit Bordeaux. Uiteindelijk konden de Serviërs Montenegro bevrijden van de Oostenrijkers. De koning werd nu beschuldigd van een aparte vrede met de vijand. Men zette hem daardoor af en hij werd verbannen. Montenegro werd opgenomen in het Koninkrijk van Serven, Kroaten en Slovenen op 1 december 1918. Montenegro was hiermee het enige geallieerde land dat na de oorlog zijn onafhankelijkheid verloor.

### Joegoslavië
In de periode tussen beide Wereldoorlogen domineerde koning Alexander I de Joegoslavische regering. Het interbellum werd gemarkeerd door interne geschillen, etnisch geweld en rebellie. De vraag rees of Montenegro onafhankelijk moest worden of in het grotere geheel Joegoslavië blijven. Ondanks het feit dat Alexander een kleinzoon was van de Montenegrijnse koning Nicolaas was hij erg gekant tegen het idee van een onafhankelijk Montenegro en de status van de Montenegrijnen als apart volk buiten de Serviërs. De communistische partij daarentegen steunde de gelijkheid van de Montenegrijnse natie met die van de Serviërs, Kroaten en anderen. Hierdoor werd de communistische partij populair in Montenegro, terwijl Belgrado Montenegro als een achtergebleven provincie zag.

### Onafhankelijke Staat Montenegro

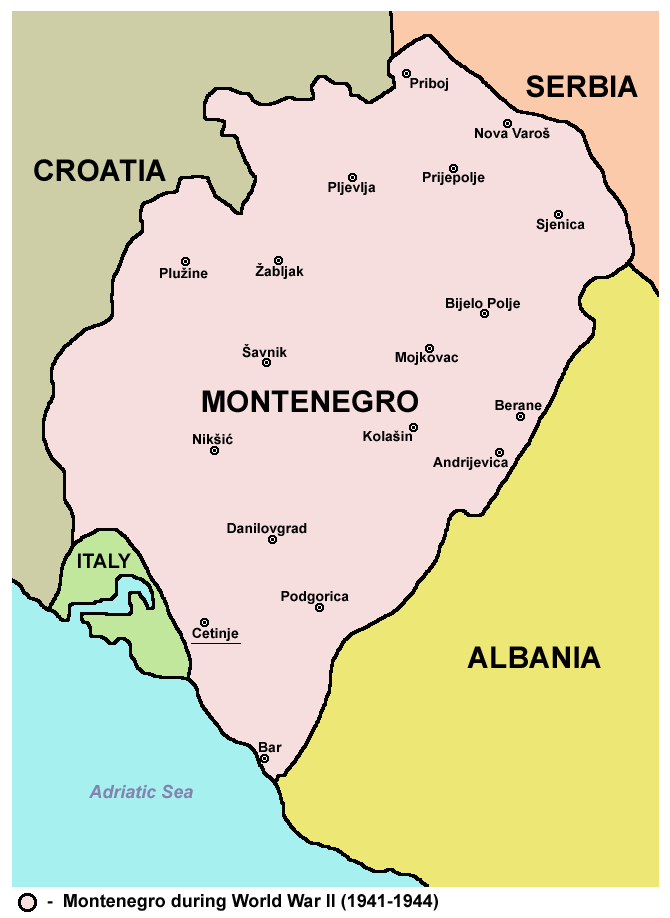

Tijdens de Tweede Wereldoorlog werd Montenegro bezet door Mussolini en geannexeerd door het Koninkrijk Italië. In de regio rond Kotor was er immers nog een klein gedeelte van de bevolking dat Venetiaans sprak. De Italiaanse koningin Helena, die de dochter was van koning Nicolaas, overtuigde haar man Victor Emanuel III om van Montenegro een onafhankelijke staat te maken, tegen de wil in van de fascistische Kroaten en Albanezen die Montenegro onder hen wilden verdelen. In 1943 werd de staat geannexeerd door de Onafhankelijke Staat Kroatië waarna er een guerrillaoorlog uitbrak.
Nadat Tito aan de macht kwam werd de bijdrage van Montenegro tijdens de oorlog in de strijd tegen de asmogendheden erkend en werd Montenegro een van de zes republieken van Joegoslavië.
Montenegro werd de Socialistische Republiek Montenegro en werd economisch sterker dan ooit dankzij federale fondsen en zij werd ook een toeristisch trekpleister.

### Na de splitsing van Joegoslavië
In 1991-1992 viel het communistische regime in Joegoslavië en werden Slovenië, Kroatië, Macedonië en Bosnië-Herzegovina onafhankelijk. Montenegro koos ervoor om in een unie met Servië verder te gaan als de Federale Republiek Joegoslavië. Milo Đukanović, Momir Bulatović en Svetozar Marović waren de grote politici uit deze tijd. Ze veranderden de Montenegrijnse Communistische Partij in de Democratische Partij van Socialisten van Montenegro. De regering steunde de oorlog van Slobodan Milošević tegen de andere afvallige staten.

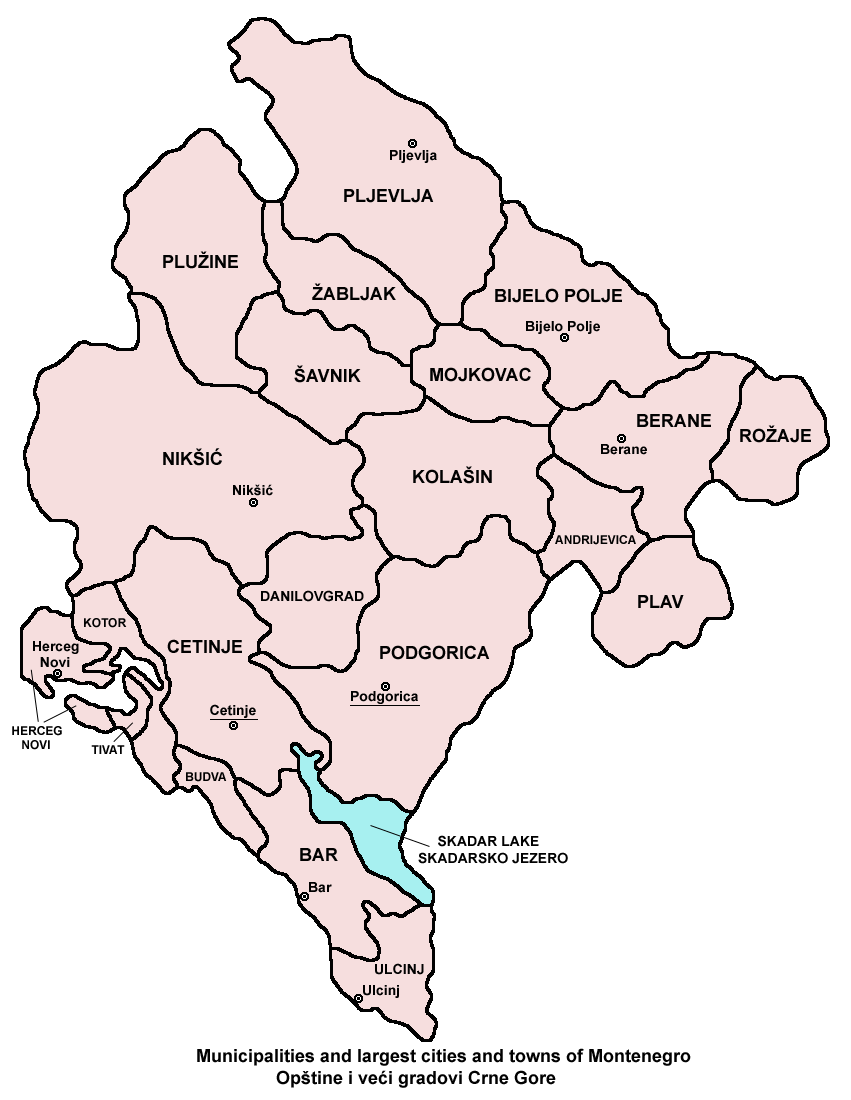

Door het handelsembargo dat de Verenigde Naties oplegde aan de FR Joegoslavië werden de levensaspecten in het land geraakt. Door de geografische ligging (toegang tot de Adriatische Zee en waterverbinding met Albanië via het Meer van Shkodër) werd Montenegro een plaats waar veel gesmokkeld werd. De gehele industriële productie van de deelrepubliek stopte en de economische hoofdactiviteit werd het smokkelen van consumentengoederen, vooral benzine en sigaretten waarvan de prijzen torenhoog geworden waren. Het smokkelen werd een de facto gelegaliseerde praktijk die jarenlang uitgevoerd werd. De regering kneep een oogje dicht voor de activiteit maar nam er zelf ook aan deel. Milo Đukanović werd er miljonair door en werd nog vervolgd door het Italiaanse gerecht vanwege de smokkelpraktijken en het herbergen van maffialeden in Montenegro die ook aan de smokkelketen deelnamen.
In 1997 volgde er een bittere verkiezingsstrijd om de presidentszetel tussen Milo Đukanović en Momir Bulatović. Deze laatste moest in de tweede ronde het onderspit delven, alhoewel men erg twijfelde of de resultaten niet gemanipuleerd werden. De sfeer in het land verslechterde hierdoor en de Democratische Partij van Socialisten splitste. Bulatović richtte de Socialistische Volkspartij van Montenegro op en bleef trouw aan Milošević, terwijl Đukanović zich begon te distantiëren van Servië. De afstandelijkheid van het Montenegrijnse beleid zorgde ervoor dat ze gespaard bleven van de zware bomaanvallen in de lente van 1999 door de NAVO werden uitgevoerd.
In 2003 kwam er een einde aan de Federale Republiek Joegoslavië en de naam werd nu Servië en Montenegro, een losse unie tussen twee deelrepublieken. Na drie jaar zou er een evaluatie komen en zo lang mocht er geen referendum komen over een mogelijke splitsing. In 2006 werd in Montenegro een referendum gehouden waarin 55,5% van de bevolking voor een onafhankelijk Montenegro stemde, dit was net boven de 55% drempel die de EU had opgelegd. Op 3 juni 2006 werd Montenegro onafhankelijk.

## Etymologie
De taalkundige Matteo Bartoli schreef dat de naam Montenegro afgeleid werd van de Venetiaanse woorden voor "zwarte berg", vanwege de zwarte uitstraling van de berg Lovćen door de pinuswouden, waardoor de Venetiaanse veroveraars geïnspireerd werden. In het Montenegrijns, Servisch, Kroatisch en Bosnisch heet het land Crna Gora wat ook "zwarte berg" betekent in die talen.
Geschiedenis van:
Albanië · Andorra · Azerbeidzjan · België (Vlaanderen, Wallonië) · Bosnië en Herzegovina · Bulgarije · Denemarken · Duitsland · Estland · Faeröer · Finland · Frankrijk (Bretagne, Corsica) · Georgië · Griekenland · Hongarije · Ierland · Italië (Sicilië) · Kosovo · Kroatië · Letland · Liechtenstein · Litouwen · Luxemburg · Malta · Moldavië · Monaco · Montenegro · Nederland · Noord-Macedonië · Noorwegen · Oekraïne · Oostenrijk · Polen · Portugal · Roemenië · Rusland (Tsjetsjenië) · San Marino · Servië · Slovenië · Slowakije · Spanje (Catalonië, Galicië) · Tsjechië · Turkije · Vaticaanstad · Verenigd Koninkrijk (Engeland, Schotland, Wales, Noord-Ierland) · Wit-Rusland · IJsland · Zweden · Zwitserland
Balkan · Britse Eilanden · Kaukasus · Lage Landen · Oost-Europa · Scandinavië